# Diakonissen-Mutterhaus Bleibergquelle

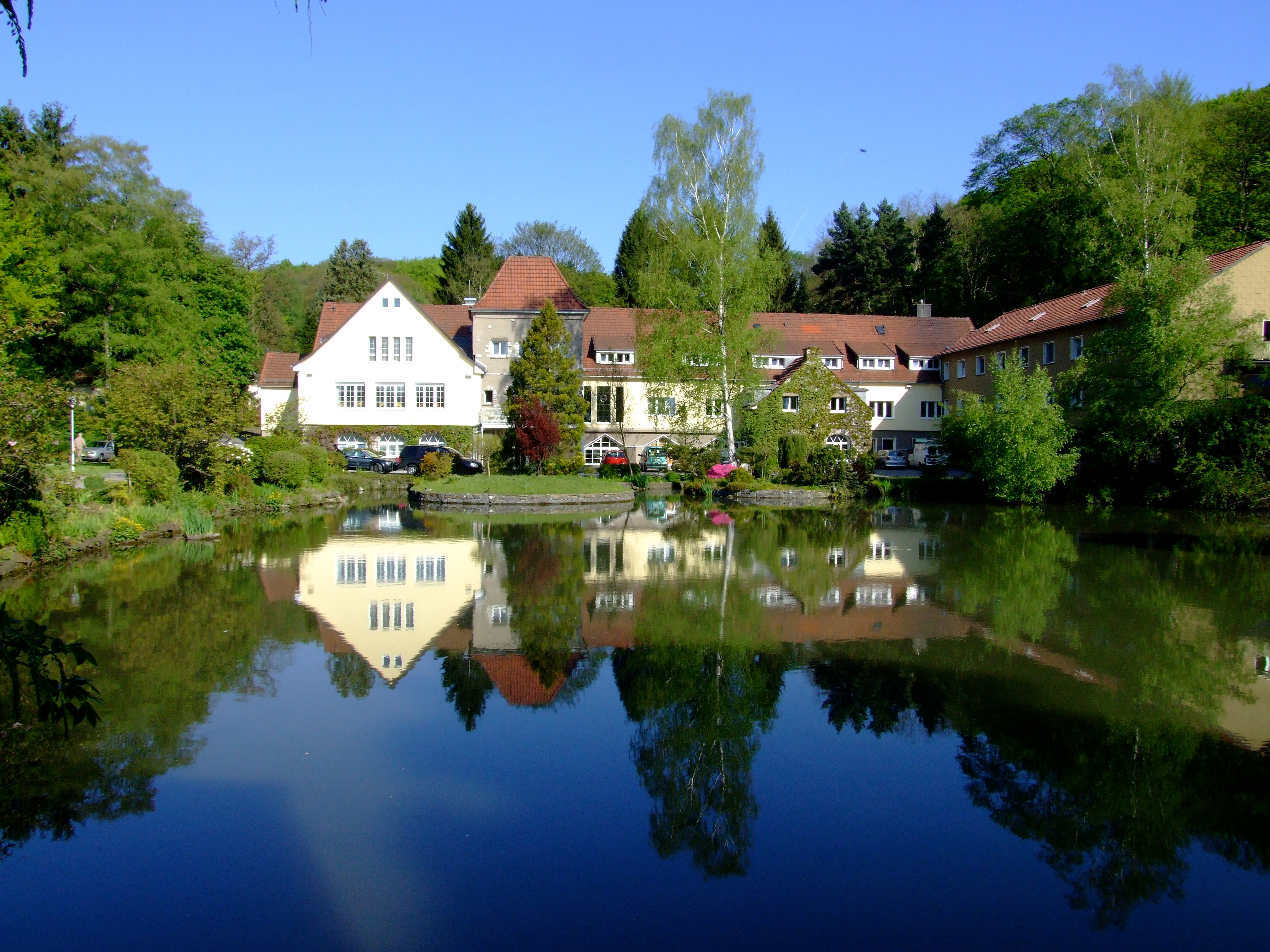
Diakonie Bleibergquelle in 2008

Das Diakonissen-Mutterhaus Bleibergquelle, ehemals Neuvandsburg-West, in Velbert ist ein Mutterhaus, das zum Deutschen Gemeinschafts-Diakonieverband (DGD) gehört. Zum Leitungsteam gehören Diakonisse Astrid Duske (Oberin) und Markus Berg (Verwaltungsleiter und Geschäftsführer Bildungszentrum).

## Allgemein
Zum Mutterhaus gehören zahlreiche Einrichtungen, die sich überwiegend auf dem Gelände befinden. Waren früher Einrichtungen im Krankenhausbereich und der Pflege Schwerpunkte, hat sich in den vergangenen Jahren der Schwerpunkt zu Bildungsangeboten hin entwickelt. Diese sind im Bildungszentrum Bleibergquelle organisatorisch zusammengefasst. Hierzu gehören das Berufskolleg Bleibergquelle und Fachschule für Sozialpädagogik (früher Pflegevorschule seit 1948) mit dem Schwerpunkt Sozial- und Gesundheitswesen, die CGB – Christliche Gesamtschule Bleibergquelle (Schule der Sek I. seit 2007)
und die Kita Quellenzwerge (U3-Kita). Alle Schulen vermitteln staatlich anerkannte Abschlüsse.
Der in der Nachbarschaft der Quellenzwerge gelegene Quellenhof ist „ein Ort der Begegnung mit dem Pferd“, um Menschen jeden Alters Hilfe und Förderung anzubieten. Angeboten wird gezielte Therapie bei speziellen Problemsituationen im körperlichen, sozialen und psychischen Bereich.
Auf dem parkähnlichen Gelände befindet sich derzeit noch ein Pflegeheim für Diakonissen (Haus Zeder) und die Francke-Buchhandlung. Bis Mitte 2008 bestand das Freizeitheim Haus Tanne, das jedoch geschlossen wurde. Im Jahr 2010 wurde ein ehemaliges Schwesternwohnheim nach Umbau und energetischer Sanierung in ein christliches Mehrgenerationenhaus (Haus Quelle) mit 15 barrierefreien Wohnungen umgebaut. Im Jahr 2020 wurde das Gästehaus Bleibergquelle eröffnet.

## Schwesternschaft
Neben regionalen Orten ist der Tätigkeitsbereich der Diakonissen des Mutterhauses über einen großen Teil Deutschlands verteilt, unter anderem Berlin. Arbeit finden die Diakonissen meist in sozialen Bereichen. Von den in der Bleibergquelle lebenden Diakonissen befindet sich der größte Teil im Ruhestand.
Durch Rüstzeiten (jährlich stattfindende, mehrtägige Aufenthalte im Mutterhaus) und die von allen Diakonissen getragene Art einer an die Gütergemeinschaft der Jerusalemer Urgemeinde angelehnten Gütergemeinschaft halten die Diakonissen den Kontakt zum Mutterhaus. Insofern erhalten die Diakonissen und das Diakonissen-Mutterhaus keine Kirchensteuern, sondern finanzieren sich selbst.
Ihren Ruhestand verbringen die Schwestern in Velbert (dem Sitz des Mutterhauses) oder in Wohngemeinschaften in Feierabendhäusern.

## Gemeinde
Auf dem Gelände des Mutterhauses trifft sich auch die Gemeinde Bleibergquelle, eine zum Westdeutschen Gemeinschaftsverband gehörende Landeskirchliche Gemeinschaft.

## Geschichtliches
Nach dem Ende des Zweiten Weltkriegs bekamen im Westen tätige Diakonissen von der alliierten Militärregierung das Gelände in Velbert zugeteilt. In Anlehnung an das in Elbingerode gelegene Mutterhaus Neuvandsburg wurde das Mutterhaus Neuvandsburg-West genannt. Im Zuge der Maueröffnung löste Diakonissen-Mutterhaus Bleibergquelle den Namen schließlich offiziell ab.
Während des Krieges wurde das Gelände durch die Deutsche Arbeitsfront genutzt, davor waren Teile davon ein Ausflugslokal, in noch früherer Zeit auch ein, wegen Überflutung inzwischen unzugängliches, Bleibergwerk. Aus Kriegszeiten existiert noch eine kleinere Bunkeranlage, die jedoch nur aus einem in den Berg gemauerten ebenerdigen Rundgang besteht.
Im Rahmen des 75-jährigen Jubiläums der Bleibergquelle wurde von Diakonisse Brigitte Kaufmann in Zusammenarbeit mit Jürgen Lohbeck (Geschichtsverein) ein Buch über die Bleibergquelle von den Anfängen bis zur Gegenwart veröffentlicht.